# Sulla
Lucius Cornelius Sulla (okolo 138/134 př. n. l. – 78 př. n. l.), zvaný Felix („Šťastný“), byl římský politik, vojevůdce a diktátor v době pozdní fáze existence Římské republiky.
Poprvé na sebe výrazněji upozornil při ukončení konfliktu s numidským králem Jugurthou. Později se vyznamenal během spojenecké války, v důsledku čehož byl zvolen konzulem pro rok 88 př. n. l. V následujících letech vedl v Řecku vítěznou válku proti vojsku pontského krále Mithridata VI. Jako vůdčí postava konzervativní frakce optimátů v římském senátu vytáhl v letech 88 a 83 př. n. l. v čele legií proti Římu, jenž byl ovládaný jeho politickými nepřáteli populáry.
Po vítězství v občanské válce a po získání absolutní moci se Sulla v roce 82 př. n. l. nechal jmenovat diktátorem. Na základě svých neomezených kompetencí uskutečnil poprvé v římských dějinách proskripce, které připravily o život tisíce Římanů. Jím provedené reformy římské ústavy měly za cíl obnovení dominance senátu a oslabení demokratických institucí, především úřadu tribuna lidu. V roce 80 př. n. l. se Sulla vzdal diktatury a nedlouho poté se stáhl z veřejného života do ústraní. Všeobecně se soudí, že jeho hrůzovláda urychlila rozklad staré římské republiky. Jméno tohoto statečného a lstivého politika dodnes symbolizuje nelidskost, krutost a teror. Niccolò Machiavelli se o mnoho staletí později inspiroval Sullovou politickou kariérou a charakterem při tvorbě svého díla Vladař.

## Život

### Raná léta
Sulla pocházel z jedné méně významné větve starobylého patricijského rodu Corneliů, jíž už od počátku 3. století př. n. l. zůstával odepřen přístup k nejvyššímu úřadu ve státě. Sullův děd zastával v roce 186 př. n. l. praeturu, ovšem zda tento úřad vykonával i Sullův otec Lucius Cornelius, není jisté. Jelikož Sullova matka zemřela velmi brzy, byl Sulla vychováván svou kojnou. Jeho otec poté uzavřel sňatek s jistou zámožnou ženou, avšak svému synovi ponechal jen nepatrné finance, a ten proto strávil většinu svého mládí mezi nižšími římskými vrstvami – kejklíři, herci a tanečníky. Podle Plútarcha se Sulla v této době seznámil s hercem Metrobiem, s nímž udržoval důvěrný vztah po celý zbytek života. Navzdory svému uvolněnějšímu mladistvému životnímu stylu Sulla zřejmě nabyl kvalitní vzdělání. Mluvil plynně řecky, což bylo v Římě známkou vzdělaného muže, a Sallustius se o něm vyjadřoval jako o velice sečtělém a inteligentním jedinci. Odkud Sulla získal finanční prostředky, které mu umožnily vystoupat po jednotlivých stupíncích kariéry římského politika (cursus honorum), není úplně zřejmé, ačkoli Plútarchos se zmiňuje o dvou dědictvích; od nevlastní matky a od jisté bohaté neprovdané dámy nízkého původu.

### Válka s Jugurthou

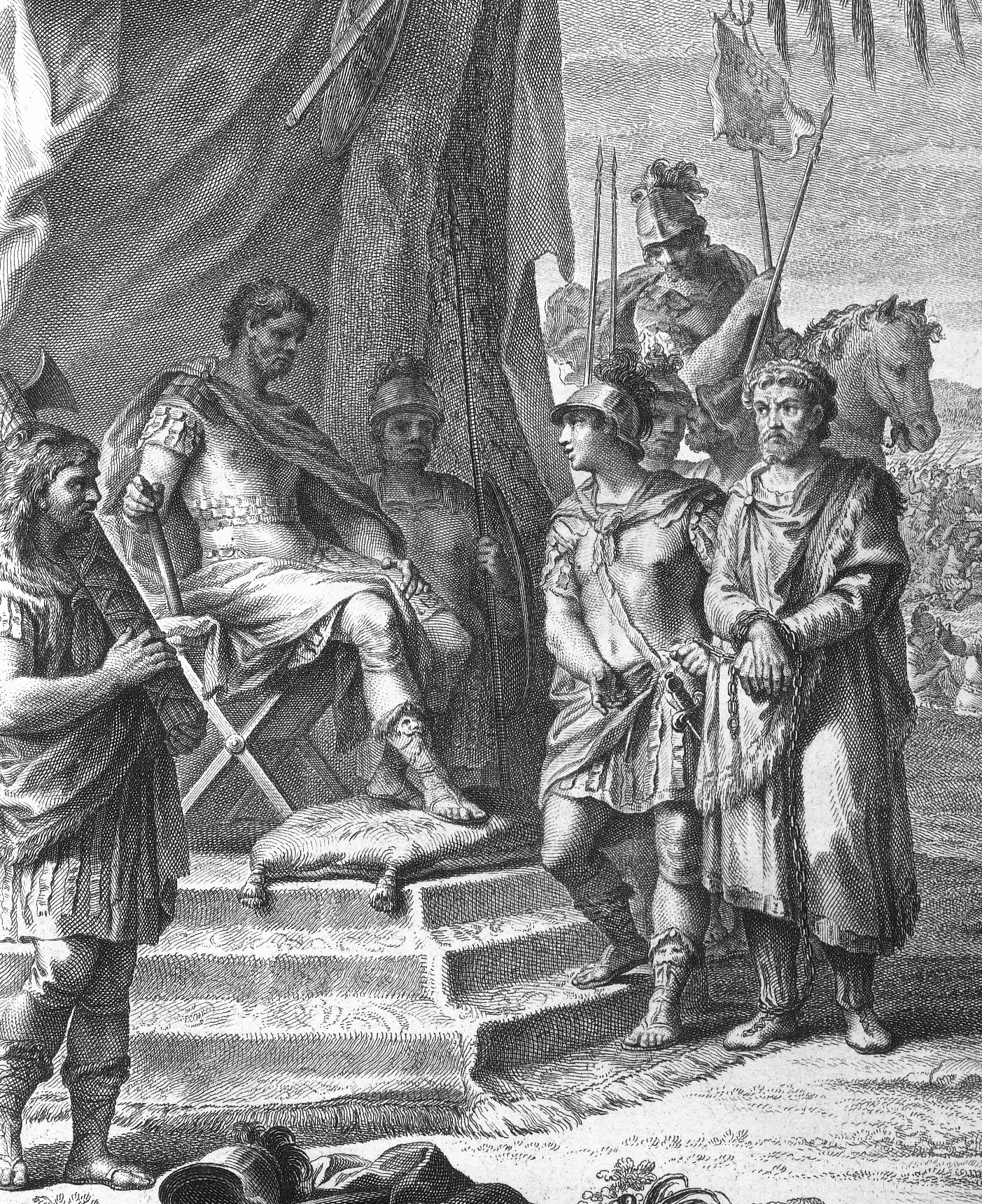
Sulla beroucí Jugurthu do zajetí

V roce 107 př. n. l. byl Sulla zvolen quaestorem, načež byl přidělen k vojsku Gaia Maria, jenž tehdy jako konzul převzal velení ve válce proti vládci severoafrického království Numidie, Jugurthovi. Za této války nabyl Sulla i přes celkově poměrně nepatrnou vojenskou aktivitu cenné velitelské zkušenosti při vedení římského jezdectva. Boj byl víceméně rozhodnut ve prospěch Římanů už Mariovým předchůdcem Quintem Ceciliem Metellem. Marius se s pomocí populárů domohl konzulátu kritikou Metellova zdánlivě liknavého postupu, ovšem po svém uchopení velení se přidržoval takřka stejné taktiky jako Metellus. Po dobytí numidského hlavního města Cirty římskými legiemi se mauretánský král Bokchus, který byl spojencem Jugurthy, začal obávat o vládu nad svým královstvím, pročež zahájil vyjednávání s Římany. Mírové jednání vedl z římské strany Sulla, který si již dříve naklonil Bokcha příznivým zacházením s mauretánským poselstvem putujícím do Říma. Aby se vyhnul možnému potrestání za svou podporu numidskému králi, vydal Bokchus bezbranného Jugurthu hledajícího v Mauretánii azyl Sullovi. Válka tím byla v roce 106 př. n. l. definitivně ukončena. Sulla si dal poté zhotovit vítězný prsten připomínající Jugurthovo zajetí, čímž si nárokoval zásluhu na završení boje. Tento slavný čin posílil Sullovo společenské postavení v Římě a podpořil tak jeho počínající politickou kariéru. Současně vedl ke zhoršení jeho vztahu k Mariovi, který si sám přisvojoval nárok na vítězství.

### Boje proti Kimbrům a Teutonům
Na severních hranicích římské republiky se zatím vyskytlo nové, mnohem vážnější nebezpečí římské moci. Už během války v Numidii vypukl v Galii konflikt s germánskými kmeny Kimbrů a Teutonů, které po opuštění Jutského poloostrova hledaly nová sídla. Římské legie vyslané proti tomuto mocnému kmenovému svazu utrpěly sérii ničivých porážek, jež vyvrcholily katastrofou Římanů v bitvě u Arausia. Za této kritické situace bylo velení nad římským vojskem, jež mělo zastavit postup Germánů, svěřeno Mariovi. V roce 104 př. n. l. sloužil Sulla pod Mariem nejprve jako legát a pak jako vojenský tribun. Nicméně z důvodu zhoršujícího se vzájemného poměru mezi oběma muži, byl Sulla v roce 102 př. n. l. přeložen k vojsku Mariova kolegy Quinta Lutatia Catula v Předalpské Galii (dnešní severní Itálie). Jelikož Římané pod Catulovým velením nebyli schopní zadržet pronikající Kimbry v alpských průsmycích, museli Catulus a Sulla ustoupit za řeku Pád. V létě roku 101 př. n. l. bylo jejich vojsko posíleno Mariovými legiemi vracejícími se ze Zaalpské Galie po vítězství nad Teutony předchozího roku. Spojené římské vojsko se následně utkalo s Kimbry v bitvě u Vercell, v níž byla germánská hrozba konečně odvrácena. Sullovi náležel nesporný podíl na rozdrcení Kimbrů, ovšem triumf připadl pouze velitelům – Mariovi a Catulovi.

### Správcem Kilíkie a účast ve spojenecké válce
Po návratu do Říma se Sulla v roce 98 př. n. l. ucházel o úřad praetora, zůstal však bez úspěchu. Zvolen byl teprve v dalším roce hlavně vlivem masivního uplácení během voleb. Po skončení roční služby v Římě byl ustaven místodržitelem v Kilíkii v hodnosti propraetora. V době spravování Kilíkie se Sulla přičinil o posílení římské moci ve východních provinciích, když došlo k prvnímu zkřížení zájmů Římanů a pontského krále Mithridata VI., který se zmocnil Kappadokie po vymření tamější královské dynastie. V létě roku 96 př. n. l. proto Sulla shromáždil vojenské síly, s nimiž vytlačil Mithridatovy spojence z Kappadokie až k řece Eufratu a na kappadocký královský trůn dosadil římského chráněnce. V Kappadokii se Sulla setkal s vyslancem parthské říše Orobazem, což je považováno za první oficiální kontakt mezi Římany a Parthy. Při té příležitosti mu jistý chaldejský věštec předpověděl, že zemře na vrcholu moci a slávy.
V Kappadokii se Sulla zmocnil značného bohatství, kvůli čemuž byl vystaven podezření z nezákonného obohacení. Po Sullově návratu do Itálie, zřejmě v roce 92 př. n. l., byla na něho podána žaloba. Ze soudního řízení však Sulla vyšel bez poskvrny. Svou roli při tom nepochybně sehrála skutečnost, že Sulla byl optimáty stále více vnímán jako protiváha Mariovi. Přesto Sullovy šance na získání konzulátu značně poklesly. V roce 91 př. n. l. byl na Kapitolu za souhlasu senátu umístěn dar krále Bokcha – socha znázorňující Sullovo zajetí Jugurthy, což ještě více roztrpčilo Maria. Dalšímu vyhrocení vzájemného sporu zamezily hlubší politické otřesy v Itálii.
Na počátku 1. století př. n. l. byly společenské a politické poměry v Římě a v Itálii velice napjaté. Italští spojenci Římanů (socii) ztratili po letech neúspěšných snah o dosažení plnoprávného římského občanství trpělivost. Po zavraždění svého hlavního zastánce a tribuna lidu Marka Livia Drusa se Italikové rozhodli domáhat se svých nároků zbraněmi, načež byla zahájena tzv. spojenecká válka (91–88 př. n. l.). Sulla byl přidělen jako legát k vojsku Lucia Julia Caesara, které bojovalo proti vzbouřeným Samnitům. Římští velitelé museli na počátku války snést řadu porážek. Také Sulla se nevyhnul neúspěchu, když byl překvapen Samnity a jejich spojenci, kvůli čemuž byl přinucen k ústupu. Sulla později převzal velení na místo Caesara a v následných bojích zcela předčil jak Maria tak i ostatní římské velitele. Oblehl a dobyl řadu povstalých italských měst a za projev osobní statečnosti při obležení města Nola byl odměněn věncem z trávy (corona graminea), což bylo nejvyšší římské vojenské vyznamenání, udělované velícímu generálovi, jenž svým činem zachránil římskou legii. V důsledku svého úspěšného vedení války se Sulla v roce 89 př. n. l. stal poprvé konzulem. Po svém zvolení se rozvedl se svojí třetí ženou Cloelií a pojal za manželku Caecilii Metellu Dalmaticu, čímž se spojil s mocnou rodinou Metellů nepřátelsky naladěnou vůči Mariovi.

### Konzulát a první pochod na Řím

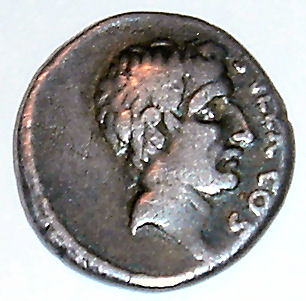
Sullův portrét na denáru

Během svého konzulátu byl Sulla vybrán losem za velitele ve válce proti Mithridatovi. Ten využil nepokojů v Itálii a v roce 88 př. n. l. napadl římskou provincii Asii, kde dal povraždit přes 80 000 Římanů a Italiků. Výběr Sully popudil Maria, který, ač již velmi starý muž, sám toužil vést římské vojsko proti ambicióznímu pontskému králi. Marius proto přesvědčil tribuna lidu Publia Sulpicia Rufa, který svolal shromáždění plebejů, na němž hodlal požadovat zrušení senátního usnesení o Sullově velení, jež mělo být přenecháno Mariovi. Sulla a jeho spolukonzul Quintus Pompeius Rufus chtěli s odkazem na nepříznivá znamení zabránit konání shromáždění. V ulicích Říma však vypuklo násilí, v jehož průběhu optimáti neuspěli v pokusu připravit Sulpiciovi stejný osud, jaký stihl dříve bratry Gracchy. Sulla byl přinucen uprchnout, přičemž se zachránil pouze útěkem do Mariova domu, kde v nebezpečí života souhlasil se Sulpiciovými zákony. Jeho žádost o zastavení násilí byla ale ignorována. Nato Sulla uprchl z Říma zpět ke svému vítěznému vojsku ze spojenecké války, jež se ve svém táboře v Nole chystalo vyrazit do Řecka proti Mithridatovi. Mezitím mezi prostým lidem stále velice oblíbený Marius byl zvolen velitelem tohoto vojska. Avšak když se dva jím do Noly vyslaní vojenští tribuni pokusili převzít armádu v souladu s rozhodnutím lidu, byli Sullovými vojáky ukamenováni. Sulla poté legionářům přednesl projev, v němž prohlásil, že Marius hodlá odejít do války s jiným vojskem, čímž je, kteří tak věrně sloužili Římu, připraví o bohatou válečnou kořist. Po usmrcení vojenských tribunů proto vojáci vyzvali Sullu, aby je vedl na Řím. Sulla se tak jako první Říman (s výjimkou mytického Coriolana) postavil v roce 88 př. n. l. v čelo vojska táhnoucího proti Římu.
Jednalo se o zcela bezprecedentní čin, neboť žádný římský vojevůdce se nikdy neodvážil překročit s vojenskou mocí pomerium, posvátné hranice města. S výjimkou jediného quaestora (kterým byl Lucullus) se nikdo z důstojníků neodvážil doprovázet Sullu v jeho podniku. Řím se svým zastaralým opevněním bráněným populáry najatými gladiátory nebyl schopen zadržet útok Sullových šesti legií. Třebaže Marius nabídl svobodu každému otroku, který bude bojovat proti Sullovi, nezbylo nakonec jemu a jeho stoupencům než opustit město. Sulla ospravedlňoval svůj vojenský vstup do města tvrzením, že bylo porušeno starodávné mos maiorum („zvyky předků“), podle něhož vedení války v určitém roce příslušelo pro daný rok ustaveným konzulům. Sám sebe navíc označil za oběť Mariových intrik. Nato nařídil senátu, aby prohlásil dvanáct vůdčích populárů za nepřátele státu (hostis) a dovolával se jejich pronásledování a popravení, aniž by byli vystaveni řádnému soudu. Veškeré Sulpiciovy zákony a nařízení byly anulovány. Sám Sulpicius byl chycen a zabit jedním ze svých otroků, zatímco Marius po mnoha peripetiích unikl do Afriky. Sulla omezil moc tribunů lidu a posílil vliv senátu. Přestože si byl vědom, že politické struktury státu potřebují zásadní reorganizaci, od dalšího upevnění svého postavení upustil, jelikož záležitosti na Východě vyžadovaly neodkladnou nápravu. Na nátlak svých stoupenců připustil Sulla konání voleb konzulů, v nichž se prokázala jeho klesající popularita. Vedle Sullou podporovaného Gnaea Octavia byl za konzula zvolen také Lucius Cornelius Cinna, jenž sympatizoval spíše s populáry. Sulla se poté odebral ke svému vojsku, s nímž se vypravil do Brundisia (Brindisi).
Sotvaže se vzdálil, rozpoutal Cinna v Římě pouliční násilnosti, kvůli nimž upadl v nemilost senátu a byl nucen k odchodu z města. Uplácením kolem sebe shromáždil značné vojenské síly, načež povolal Maria z jeho afrického vyhnanství. Koncem roku 87 př. n. l. využili Marius a Cinna Sullovy zaneprázdněnosti vedením války na Východě k násilnému obsazení Říma. Následně propukla dosud nevídaná krvavá lázeň, jíž padl za oběť nesčetný počet aristokratů a jejich příznivců včetně konzula Octavia a rétora Marca Antonia. Quintus Lutatius Catulus ušel Mariově mstě sebevraždou. Sullově manželce Caecilii Metelle a jejím dětem se jen stěží podařilo zachránit život útěkem do Řecka. Sullův dům byl zbourán, jeho majetek zabaven a sám Sulla byl prohlášen za nepřítele státu. Vítězný monument na Kapitolu byl srovnán se zemí a veškeré Sullovy reformy prohlášeny za neplatné. Ve všeobecné atmosféře strachu a teroru byli Marius a Cinna zvoleni za konzuly pro rok 86 př. n. l., avšak po pouhých sedmnácti dnech v úřadu Marius zemřel. Cinna se poté stal nejmocnějším mužem Říma, přičemž v dalších třech letech nepřetržitě zastával konzulát a sám vydával zákony.

### Válka s Mithridatem

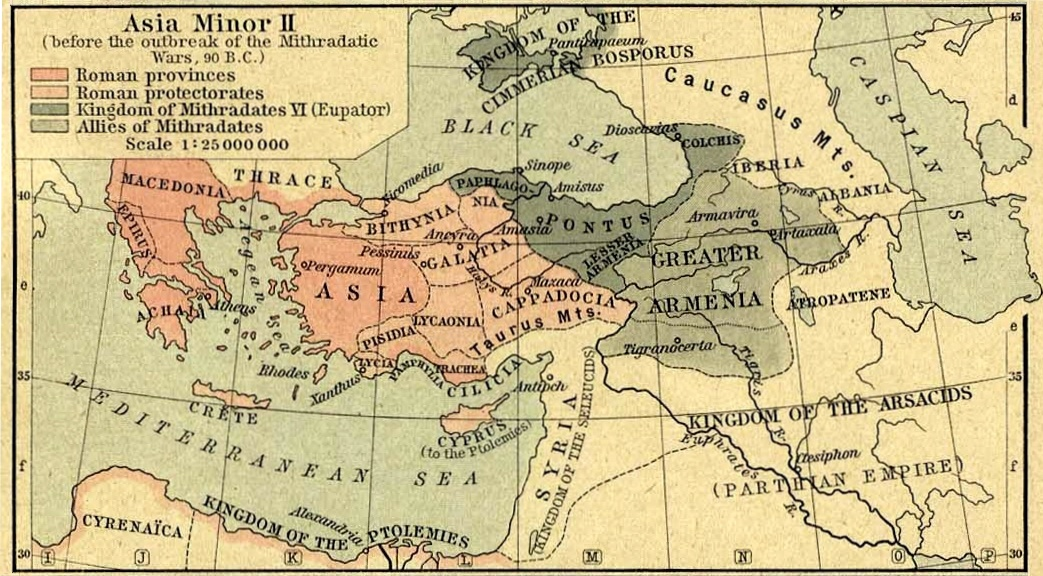
Malá Asie před zahájením válek s Mithridatem

Na jaře roku 87 př. n. l. přistál Sulla s pěti legiemi v Dyrrhachiu (dnešní Durrës). Asie byla v této době okupována Mithridatovým vojskem pod velením Archeláa a rovněž Řecko s výjimkou Makedonie stálo na straně pontského krále. Sullovým prvním cílem byly Mithridatovy pevnosti v Řecku a především Athény s přístavem Pireus, jimž vládla Mithridatova loutka, tyran Aristión. Sulla se vydal jihovýchodním směrem a během rozvážného postupu Épeirem, Aitólií a Thesálií si pouhou přítomností svého mocného vojska podrobil zdejší odpadlá města. Již před začátkem léta ovládal Sulla většinu Řecka, a aniž by se mu vážněji stavěli na odpor, ustoupili Mithridatovi vojevůdci do Athén. Sullův přímý útok na přístav Pireus neuspěl, pročež Římané sevřeli Athény obrovskými obléhacími zařízeními, která je naprosto izolovala od okolního světa. Kvůli enormní potřebě dřeva Sulla neváhal vykácet posvátné řecké háje. Když mu později došly peníze k vyplácení vojska jednoduše je zcizil z chrámů. I přes neprodyšné obklíčení Athén a navzdory Archeláovým pokusům o prolomení blokády pokračovalo obléhání po celý zbytek roku. Sullův tábor záhy zaplnili uprchlíci z Říma, kteří utíkali před krveprolitím rozpoutaným Mariem a Cinnou. Hladovějící Athéňané zatím poslali k Sullovi delegaci, která však místo vážného vyjednávání poučovala Sullu o slavné minulosti města. Sulla je proto odeslal pryč se slovy, „nebyl jsem vyslán do Athén brát hodiny, nýbrž potlačit vzpouru.“ Teprve 1. března 86 př. n. l. pronikli Sullovi vojáci nedbale střeženou částí hradeb do města. Následoval nezměrný masakr poraženého obyvatelstva, kterému nakonec Sulla učinil přítrž po naléhavých prosbách svých řeckých přátel a římských senátorů v jeho táboře. Sullovo vojsko se poté zaměřilo na Pireus dosud bráněný Archeláem. Ten si byl vědom bezvýchodnosti své situace, načež opustil pevnost a unikl s většinou svého vojska po moři. Protože Sulla zatím nedisponoval loďstvem, musel bezmocně přihlížet Archeláovu nerušenému ústupu. Ještě před odchodem z Athén dal Sulla přístav vypálit do základu. Pak se vydal na pochod do Makedonie, jíž mezitím obsadil Archeláos se svým posíleným vojskem, které bylo nyní početně třikrát větší než Sullovo. S obnovenou sebedůvěrou potom Archeláos vyrazil na jih vstříc Sullovi.
Obě armády se setkaly u obce Chairóneia v Bojótii. Archeláos pochodující z Thesálie se projevil jako velice obratný velitel a rozmístil své muže ve výhodnější pozici, odkud odřízl Sullovy zásobovací a únikové cesty. Sulla byl tak nucen svést bitvu za velmi nevýhodných podmínek. Jeho veteráni však dokázali díky své kázni zadržet nápor nepřátel a sám Sulla prokázal své výtečné vojevůdcovské schopnosti osobním řízením přesunů vojáků na nejohroženější úseky linie. Aby zabránil obchvácení svých legií pontskou jízdou a válečnými vozy, dal Sulla na ochranu křídel vyhloubit široké příkopy. Hbitým posilováním kolísajících řad a využitím mezery na levém křídle nepřítele přivodili Římané zvrat v bitvě. Archeláova vlastní linie byla posléze prolomena a to, co se původně jevilo jako jeho skvělá příležitost, se nakonec změnilo v úplnou zkázu pontského vojska. Archeláos spolu s asi 10 000 muži se zachránil z bitvy útěkem, ale jeho ztráty dosahovaly mnohem vyšších čísel. Sulla byl poté svými vojáky pozdraven jako imperátor.
Jakmile si Cinna zabezpečil vládu v Římě, odeslal na Východ dvě legie pod velením Lucia Valeria Flacca. Jeho pochod Makedonií přiměl Sullu k obezřetnému postupu z Řecka na sever. Flaccus zřejmě neměl v úmyslu střetnout se se Sullou a znepokojován dezercemi svých vojáků přebíhajících k Sullovi brzy odtáhl do Asie. Archeláos zatím získal čas k doplnění svých sil a k shromáždění nového vojska na ostrově Euboia. Odtud se přeplavil zpět do Bojótie, kam ho záhy následoval i Sulla. Ke střetnutí obou armád došlo u města Orchomenos. Sulla se chystal uplatnit defenzivní taktiku polních opevnění stejně jako v předchozím boji. Náhlý příchod Archeláovy armády čítající 150 000 mužů však Římanům zabránil v dokončení svých příprav. V tvrdé bitvě Římané po dvoudenním boji opět porazili a zmasakrovali pontské vojsko, tentokrát však bylo jejich vítězství definitivní. Bitva u Orchomenu tak stvrdila římskou nadvládu nad řeckými obcemi.
Sulla strávil určitý čas po bitvě reorganizací poměrů v Řecku. Pak s pomocí Lucullem shromážděného loďstva zahájil dobývání ostrovů v Egejském moři a přesun do Asie, kde již působil Flaccus se svými legiemi. Flaccus však zakázal svým vojákům drancovat nepřátelská města. Jeho zástupce Gaius Flavius Fimbria proto nespokojené legionáře podnítil ke vzpouře. Když chtěl Flaccus rebelii potlačit, přešlo na Fimbriovu stranu celé vojsko, načež byl Flaccus popraven. Mithridatés tísněný v této chvíli dvěma římskými armádami měl spolu se Sullou, který se chtěl vrátit zpět do Říma, stejný zájem na ukončení války. Sulla a Mithridatés tudíž v roce 85 př. n. l. sjednali mírovou smlouvu, jíž byla za pro krále poměrně příznivých podmínek první mithridatická válka ukončena. Mithridatés byl nucen vzdát se všech svých výbojů, propustit zajaté Římany, poskytnout Sullovi 70 lodí a zaplatit 2000 talentů zlata. Na oplatku si směl ponechat své království a získal titul římského spojence. Naproti tomu řecká města v Malé Asii, která se podílela na masakru římských občanů o několik let dříve, byla Sullou tvrdě potrestána omezením své svobody a popravením vůdčích představitelů. Kromě těchto opatření byla celé provincii uložena pokuta ve výši 20 000 talentů. Po konsolidaci Asie vytáhl Sulla proti Fimbriovu vojsku ve svém týlu, jež dostihl ve městě Thyateira. Sulla požadoval, aby mu Fimbria přenechal velení. Jelikož se Fimbria zdráhal tak učinit s odkazem na rozhodnutí senátu, dal Sulla zahájit obléhání Thyateiry. Nicméně velikost Sullova vojska a jeho autorita přiměly Fimbriovy vojáky ke zběhnutí do Sullova tábora. Za těchto okolností se Fimbria Sullu neúspěšně pokusil zavraždit a následně uprchl do Pergamu, kde spáchal sebevraždu.

### Druhý pochod na Řím
V roce 84 př. n. l. se Cinna začal připravovat k nevyhnutelně se blížícímu střetu se Sullou, avšak během vzpoury legií ve vojenském táboře v Anconě byl ukamenován vlastními muži. Sullovi posílenému uzavřením míru s Mithridatem, vítězstvím nad Fimbriou a získáním ohromné sumy peněz, jež spolehlivě zabezpečila loajalitu jeho vojáků, se tím naskytla příležitost vypořádat se se svými vnitropolitickými nepřáteli v Římě. Podle Appiána dorazila do Brundisia na počátku roku 83 př. n. l. Sullova flotila 1600 válečných lodí s vojskem o síle 40 000 mužů. V Římě nově zvolení konzulové Gaius Norbanus a Lucius Cornelius Scipio Asiagenus odvedli vojsko čítající 100 000 mužů, s nímž chtěli Sullu zastavit. Norbanus pochodoval ke Canusiu, kde byl ale vážně poražen, pročež se zbytky sil ustoupil ke Capue. Sulla nedopřál svému soupeři oddech a v krátké době nad ním dosáhl druhého vítězství. Zatím se na jih vypravil také Asiagenus. Jeho armáda ale odmítla bojovat proti zkušenějším Sullovým legionářům a přešla na stranu nepřítele. Pokračující úspěchy Sully přesvědčily správce Afriky Quinta Caecilia Metella Pia, starého nepřítele Maria, k zahájení otevřené vzpoury proti mariovcům. Nedlouho nato se k Sullovi přidali také Marcus Licinius Crassus, jenž vedl vojsko z Hispánie, a mladý soukromník Gnaeus Pompeius, který v Picenu shromáždil tři legie tvořené veterány sloužícími kdysi pod jeho otcem. Populárové však neskládali zbraně. Senát zvolil Cinnova někdejšího kolegu Gnaea Papiria Carbona potřetí konzulem spolu s Gaiem Mariem mladším, šestadvacetiletým synem velkého vojevůdce.
V roce 82 př. n. l. vytáhl Carbo na sever proti Pompeiovi, zatímco Marius se vydal vstříc Sullovi na jih. Nicméně Carbonovy pokusy rozdrtit Pompeia selhaly. Pompeius společně s Metellem navrátivším se z Afriky pak obsadili Ariminium (Rimini), čímž pro Sullu zajistili Předalpskou Galii. Na jihu Marius obrátil na svoji stranu Samnity a následně se utkal se Sullou v dlouhé a zuřivé bitvě. Teprve po zradě mnoha vlastních mužů musel Marius ustoupit do Praeneste. Sulla stíhal syna svého úhlavního nepřítele a sevřel toto město obležením. Dohled nad jeho dobytím ponechal svým podřízeným, načež spěchal na sever do Etrurie, kam se stáhl Carbo před dotírajícími Pompeiem a Metellem. Sulla a Carbo spolu svedli nerozhodnou bitvu, ovšem Carbonovi sevřenému mezi tři nepřátelské armády bylo jasné, že věc populárů je ztracena. Samnité pod velením Pontia Telesina se ještě pokusili vyprostit Maria obklíčeného v Praeneste. Když se jim to nezdařilo, postoupili na sever k Římu, k němuž se rychlými pochody přibližoval taktéž Sulla. Obě vojska se střetla 1. listopadu 82 př. n. l. v bitvě u Collinské brány. V tomto rozhořčeném rozhodujícím zápase, jenž si vyžádal životy přes 50 000 Římanů a Samnitů, dobyl Sulla s výrazným přispěním Crassa drtivého vítězství, díky němuž se stal nesporným pánem Říma. Další den potvrdili vyděšení senátoři zasedající v chrámu bohyně Bellony Sullu v hodnosti prokonzula. Zároveň bylo více než tisíc zajatých Samnitů usmrceno na Martově poli. Město Praeneste, poslední místo odporu populárů v Itálii, kapitulovalo poté, co Marius nařídil svému otrokovi, aby ho v jeho beznadějném postavení zbavil života. V roce 81 př. n. l. Pompeius zajal a popravil Carbona v Africe, čímž byl odpor populárů víceméně zlomen. Pouze Hispánie se nacházela pod kontrolou mariovského velitele Quinta Sertoria.

### Diktatura

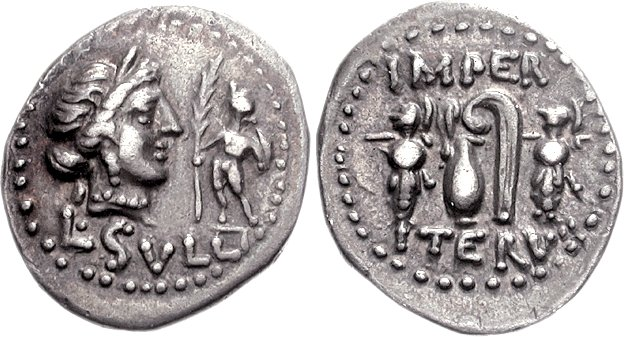
Sullův denarius z let 84 až 83 př. n. l., na přední straně znázorněna hlava Venuše

Po Sullově obsazení Říma byli oba konzulové fakticky zbaveni svých úřadů. Senát proto jmenoval Lucia Valeria Flacca do úřadu nazývaného interrex („mezikrál“), jehož úkolem bylo co nejrychlejší uspořádání nové volby konzulů. Flaccus však místo hlasování o konzulech předložil lidovému shromáždění návrh zákona lex Valeria o jmenování diktátora. Tento starobylý a více než sto let neužívaný úřad byl v dávných dobách ustavován jen za mimořádně nebezpečných okolností na dobu šesti měsíců. Přesto lid návrh zákona schválil a ihned poté Flaccus jmenoval Sullu diktátorem legibus scribundis et rei publicae constituendae („pro sepsání zákonů a uspořádání věcí veřejných“) s neomezeným funkčním obdobím. Již před svým jmenováním započal Sulla skutečnou vládu teroru podobnou té, jíž rozpoutali Marius a Cinna o několik let dříve. Sulla nechal sepsat tzv. listiny proskribovaných, na nichž byla uvedena jména jeho politických oponentů, jež dal postavit mimo zákon. Proskribovaní směli být kýmkoli beztrestně usmrceni a za hlavu každého z nich byla vypsána odměna 12 000 denárů. Napomáhání nebo ukrývání proskribovaného bylo zakázáno a rovněž se trestalo smrtí. Krveprolití trvalo řadu měsíců, během nichž byli Římané bez soudu popravováni a vražděni. Pro proskribované neexistovalo žádné místo, kde by se mohli skrýt nebo kam by mohli uprchnout. Lidé hledající ochranu v chrámech byli z nich vyvlečeni a zavražděni řádící římskou lůzou.
Podle Plútarcha byla většina proskribovaných zavražděna kvůli svému bohatství a nikoli z nenávisti nebo nepřátelství k Sullovi. Majetek proskribovaných byl zkonfiskován státem a veřejně vydražen, přičemž takto nabyté prostředky naplnily státní pokladnu a rovněž kapsy Sullových oddaných stoupenců. Velkého bohatství se tehdy domohl Crassus, který se díky proskripcím stal nejzámožnějším Římanem. Synům a vnukům obětí proskripcí bylo zakázáno působení ve veřejných úřadech a toto omezení setrvalo v platností více než třicet let, čímž byly celé urozené rodiny vyloučeny z politického života. Sullovy strašlivé pomsty nebyl ušetřen ani mrtvý Marius, jehož hrob byl znesvěcen a jeho tělesné pozůstatky vhozeny do řeky Anio. Všechny Mariovy sochy a pamětihodnosti připomínající jeho velkolepá vítězství byly zničeny. Na seznamu proskribovaných bylo uvedeno i jméno Cinnova zetě a Mariova synovce Julia Caesara, kterému se podařilo předejít dopadení útěkem z Říma. Posléze byl zachráněn svými příbuznými a přáteli, z nichž mnozí podporovali Sullu. Ten se patrně zdráhal omilostnit tohoto ambiciózního mladého muže. Podle Suetonia prý varoval jeho přímluvce, když prohlásil, že „v Caesarovi je skryto mnoho Mariů.“ Samnium, jehož obyvatelé podporovali mariovce obzvlášť loajálně, bylo vypleněno a Samnité byli buď pobiti anebo zotročeni, neboť Sulla byl přesvědčen, že žádný Říman se nebude moci těšit míru, dokud si tento národ zachová svoji samostatnost. O rozsahu pohromy svědčí skutečnost, že když o tři generace později řecký zeměpisec Strabón putoval touto zemí, nenašel zde prý jedinou obec, jíž by bylo možné nazvat městem. Konečně 1. června 81 př. n. l. byly proskripce ukončeny. Sulla osobně nařídil popravu kolem 1500 příslušníků římské šlechty (tzn. senátorů a jezdců), celkový odhadovaný počet obětí proskripcí se pohybuje mezi 4700 až 9000 lidí.
Poté, co si vražděním a konfiskacemi konečně zabezpečil moc, vrhnul se Sulla do obnovování pořádku zavedením série zákonů, které měly podepřít vedoucí roli senátu ve státě. Vytvořením sedmi stálých senátních soudních dvorů nazývaných quaestiones odňal jezdcům projednávání soudních pří, kterážto pravomoc jim byla kdysi přiznána reformami Gaia Graccha. Mnohé loajální jezdce poté začlenil do senátu, jehož řady značně prořídly v důsledku občanské války a proskripcí. Celkový počet senátorů byl z dřívějších 300 zvýšen na 600, takže po doplnění náležely takřka tři čtvrtiny členů senátů k rodinám nepříslušejícím ke starobylým republikánským elitám. Jednalo se tedy o dosud nevídanou proměnu složení tohoto orgánu. Sulla také pozměnil podmínky vstupu do senátu. Doposud záleželo na cenzorech a na jejich subjektivním hodnocení životního stylu a velikosti bohatství jednotlivých uchazečů. Sulla ale povolil automatické přijetí každému, kdo byl zvolen alespoň quaestorem. Současně počet těchto úředníků vzrostl z osmi na dvacet (taktéž praetorů bylo od nynějška osm místo dřívějších šesti). Cenzoři tím byli prakticky zbaveni své nejdůležitější kompetence, pročež v dalších více než dvaceti letech nebyli vůbec voleni.
Sulla dále stanovil povinnost zastávat všechny nižší magistratury před kandidaturou na konzulát, protože tato nepsaná zásada byla v minulých desetiletích hojně obcházena. Navíc byl pevně určen minimální věk pro ucházení se o jednotlivé úřady. Zároveň s posílením senátu Sulla omezil kompetence úřadu tribunů lidu. Těm bylo jednak zakázáno uplatňovat své právo veta ve státních záležitostech, jednak každý svůj návrh zákona museli nechat potvrdit senátem před tím, než ho předložili ke schválení shromáždění plebejů. Kromě toho byl tribunát lidu vyloučen z posloupnosti úřadů (cursus honorum), takže ti, kteří jej vykonávali, se nemohli ucházet o žádný vyšší úřad. Pouze úcta k tradičním republikánským institucím a strach z násilností městského obyvatelstva zabránily Sullovi v úplném zrušení tohoto někdejšího mocenského nástroje populárů. Ačkoli Sulla vystupoval jako diktátor legibus scribundis a byl tedy oprávněn sám přijímat zákony, dal všechny své ústavní změny předložit ke schválení setninovému shromáždění (comitia centuriata). Nakonec, aby demonstroval svoji absolutní moc, rozšířil Sulla pomerium, jež zůstávalo nedotčeno od dob krále Servia Tullia. Sulla se tak srovnával s tímto pololegendárním vládcem, jenž měl velký podíl na formování římské ústavy.
Sulla usiloval o legitimizaci diktatury, přičemž neváhal zakročit vůči každému kritikovi a zároveň přijímal různé pocty a vyznamenání. V této souvislosti je třeba zmínit především udělení cognomina Felix („Šťastný“), jímž chtěl vyjádřit svoji diktaturu jako logický důsledek božské vůle a náklonnosti (felicitas). Na Foru si nechal vystavit zlatou jezdeckou sochu. Další Sullova socha byla umístěna poblíž plastiky Marca Furia Camilla, zachránce Římanů před Galy ve 4. století př. n. l. Koncem ledna roku 81 př. n. l. oslavil Sulla svůj triumf nad Mithridatem a za vítězství v občanské válce, během něhož byla nesena ohromná válečná kořist uloupená na Východě. Přestože byl římským lidem veleben jako „zachránce a otec“, byl si Sulla dobře vědom vrtkavosti a nestálosti přízně lidu, který nikterak nepodporoval jeho politiku. Diktátor proto nechal na svoji počest zorganizovat velkolepé a nadmíru štědré hry nazvané ludi victoriae Sullanae, jejichž každoroční konání mělo připomínat jeho vítězství nad Italiky a Mithridatem. Sulla učinil četná opatření k zaručení trvalosti jím vytvořeného systému. Mnoho svých příbuzných a přátel dosadil do vlivných politických funkcí. Svým veteránům se za jejich služby odměnil přidělením zkonfiskované půdy a usazováním do měst po celé Itálii. Appiános udává, že takto byli zaopatřeni vojáci z 23 legií. Vedle podpory veteránů si Sulla zajistil i sobě oddané svobodné občany propuštěním 10 000 mladých otroků proskribovaných. Tito propuštěnci byli nadále známi podle svých jmen jako Corneliové (Cornelii).

### Odchod do ústraní a smrt
Na počátku roku 80 př. n. l. Sulla udivil Římany, když složil úřad diktátora, rozpustil legie a obnovil tradiční vládu konzulů. Spolu s Metellem Piem byl pak zvolen podruhé konzulem. O konkrétních důvodech jeho rezignace se historikové pouze dohadují. Sulla se buď cítil přesycen a unaven mocí anebo jednoduše dosáhl všech cílů, jež si stanovil. Každopádně po uplynutí ročního funkčního období Sulla propustil svoje liktory a dokonce se odvažoval nestřežen procházet po fóru, čímž každému občanu dával příležitost ho napadnout. V roce 79 př. n. l. opustil za doprovodu své páté manželky Valerie Řím a usadil se na svých statcích v Puteoli. Zde se vedle sepisování svých pamětí oddával ve společnosti herců, tanečníků a žen lehkých mravů uvolněnějšímu životnímu stylu z doby mládí. Ještě před odchodem z Říma Sulla konsternované senátní delegaci potvrdil dlouhotrvající pověsti o svém sexuálním životě oznámením, že herec Metrobius, byl jeho celoživotní milenec. Paměti, které dokončil krátce před smrtí, poskytly cenný zdroj informací pozdějším římským spisovatelům (Plútarchovi a částečně Appiánovi). V kruhu svých blízkých Sulla v roce 78 př. n. l. po krátké nemoci zemřel. Příznaky jeho choroby popisované současníky naznačují, že příčinou smrti mohlo být selhání jater způsobené nadměrným pitím. Z podnětu Pompeia a konzula Quinta Lutatia Catula poté senát vystrojil Sullovi na Martově poli velkolepý státní pohřeb.

## Odkaz a hodnocení
Třebaže Sullovy zákony týkající se přístupu do senátu, soudnictví a úpravy správy provincií přetrvaly až do doby principátu, mnohé z jeho reforem byly zrušeny již několik let po jeho smrti. Právo tribunů lidu vetovat zákony stejně jako jejich zákonodárná pravomoc byly již záhy obnoveny, paradoxně se tak stalo za konzulátu Pompeia a Crassa v roce 70 př. n. l. Ovšem největším Sullovým nezdarem se ukázala být jeho neschopnost reorganizovat republiku takovým způsobem, aby armáda zachovávala věrnost senátu a nikoli svým velitelům. Sulla si uvědomoval existenci tohoto nebezpečí a přijal zákony, které omezovaly moc místodržitelů v provinciích. Přesto ani tato úprava nedokázala zabránit ctižádostivým jednotlivcům, jako byli třeba Pompeius nebo Julius Caesar, k obrácení legií proti republice v zájmu naplnění osobních ambicí. Obecně se soudí, že Sullův příklad inspiroval Caesara k překročení Rubikonu a k uchopení moci. Podle Ciceronových komentářů rovněž Pompeius jednou prohlásil, „Jestliže mohl Sulla, proč bych nemohl já?“ Sulla se i přes svůj pozdější ústup z veřejného života stal vzorem jedincům, kteří usilovali o diktaturu, takže místo upevnění republiky osudově napomohl její zkáze.
Sullovo hodnocení bylo v antice ovlivněno jeho paměťmi, v nichž silně sebeospravedlňujícím tónem vylíčil své jednání. Současně ale existovaly i protisullovské tendence. V důsledku těchto protichůdných stanovisek byly uznávány Sullovy válečné schopnosti a jeho kariéra až do vítězství u Porta Collina, zatímco jeho diktatura byla pokládána za klasické ztělesnění krutosti (crudelitas) a tyranie. Hlavními prameny pojednávajícími o Sullově období jsou řecky psaná díla Appiána a Plútarcha. Appiános podává o něco příznivější obraz Sully, naproti tomu Plútarchos na něho pohlíží jako na typického řeckého tyrana. Caesar se později svojí příslovečnou politikou mírnosti (clementia Caesaris) distancoval od Sullovy krutosti. Marcus Antonius a Octavianus však následkem Caesarova zavraždění sáhli opět k Sullovým metodám a obnovili proskripce. Mezi badateli je velice často diskutována otázka Ciceronova vztahu k Sullovi. Cicero byl ve svých názorech poněkud rozpolcený, neboť sice odmítal absolutní moc v rukou jediného člověka, zároveň ale seznával Sullovu diktaturu jako nezbytný prostředek k nastolení pořádku a k záchraně republiky. Filozof Seneca využil ve svých pojednáních o mírnosti vládců Sullu jako odstrašující příklad a kvůli jeho masovému vraždění nepřátel ho rovněž označil za tyrana. Ačkoli z moderních badatelů se například Theodor Mommsen netajil svojí fascinací Sullou, převážná většina ostatních současných historiků sdílí negativní postoje Plútarcha a Senecy.